# فهرست نام دانشگاه‌های کشورها
این فهرستی است از نام دانشگاه‌های کشورهای گوناگون جهان:

## آسیا
- فهرست دانشگاه‌های جمهوری آذربایجان
- فهرست دانشگاه‌های اردن
- فهرست دانشگاه‌های ارمنستان
- فهرست دانشگاه‌های ازبکستان
- فهرست دانشگاه‌های اسرائیل
- فهرست دانشگاه‌های افغانستان
- فهرست دانشگاه‌های امارات متحده عربی
- فهرست دانشگاه‌های اندونزی
- فهرست دانشگاه‌های ایران
- فهرست دانشگاه‌های بحرین
- فهرست دانشگاه‌های برونئی
- فهرست دانشگاه‌های بنگلادش
- فهرست دانشگاه‌های بوتان
- فهرست دانشگاه‌های پاکستان
- فهرست دانشگاه‌های تاجیکستان
- فهرست دانشگاه‌های تایلند
- فهرست دانشگاه‌های ترکمنستان
- فهرست دانشگاه‌های تیمور شرقی
- فهرست دانشگاه‌های جمهوری خلق چین
- فهرست دانشگاه‌های جمهوری‌های چین(تایوان، کوئموی، ماتسو)
- فهرست دانشگاه‌های روسیه
- فهرست دانشگاه‌های ژاپن
- فهرست دانشگاه‌های سنگاپور
- فهرست دانشگاه‌های سرزمین‌های فلسطینی
- فهرست دانشگاه‌های سری‌لانکا
- فهرست دانشگاه‌های سوریه
- فهرست دانشگاه‌های سنگاپور
- فهرست دانشگاه‌های عراق
- فهرست دانشگاه‌های عمان
- فهرست دانشگاه‌های عربستان سعودی
- فهرست دانشگاه‌های فیلیپین
- فهرست دانشگاه‌های قرقیزستان
- فهرست دانشگاه‌های قزاقستان
- فهرست دانشگاه‌های قطر
- فهرست دانشگاه‌های کامبوج
- فهرست دانشگاه‌های کره جنوبی
- فهرست دانشگاه‌های کره شمالی
- فهرست دانشگاه‌های کویت
- فهرست دانشگاه‌های لبنان
- فهرست دانشگاه‌های لائوس
- فهرست دانشگاه‌های مالدیو
- فهرست دانشگاه‌های مالزی
- فهرست دانشگاه‌های ماکائو
- فهرست دانشگاه‌های مغولستان
- فهرست دانشگاه‌های میانمار
- فهرست دانشگاه‌های نپال
- فهرست دانشگاه‌های ویتنام
- فهرست دانشگاه‌های هند
- فهرست دانشگاه‌های هنگ کنگ
- فهرست دانشگاه‌های یمن

## آفریقا
- فهرست دانشگاه‌های آفریقای جنوبی
- فهرست دانشگاه‌های اتیوپی
- فهرست دانشگاه‌های اریتره
- فهرست دانشگاه‌های الجزایر
- فهرست دانشگاه‌های انگولا
- فهرست دانشگاه‌های اوگاندا
- فهرست دانشگاه‌های بتسوانا
- فهرست دانشگاه‌های بنین
- فهرست دانشگاه‌های بورکینا فاسو
- فهرست دانشگاه‌های تانزانیا
- فهرست دانشگاه‌های توگو
- فهرست دانشگاه‌های تونس
- فهرست دانشگاه‌های جزایر قناری
- فهرست دانشگاه‌های جزیره موریس
- فهرست دانشگاه‌های رواندا
- فهرست دانشگاه‌های زامبیا
- فهرست دانشگاه‌های زیمبابوه
- فهرست دانشگاه‌های ساحل عاج
- فهرست دانشگاه‌های سنگال
- فهرست دانشگاه‌های سوازی لند
- فهرست دانشگاه‌های سودان
- فهرست دانشگاه‌های سومالی
- فهرست دانشگاه‌های سیرالئون
- فهرست دانشگاه‌های غنا
- فهرست دانشگاه‌های کنیا
- فهرست دانشگاه‌های گامبیا
- فهرست دانشگاه‌های لسوتو
- فهرست دانشگاه‌های لیبریا
- فهرست دانشگاه‌های لیبی
- فهرست دانشگاه‌های ماداگاسکار
- فهرست دانشگاه‌های مالاوی
- فهرست دانشگاه‌های مراکش
- فهرست دانشگاه‌های مصر
- فهرست دانشگاه‌های موریتانی
- فهرست دانشگاه‌های موزامبیک
- فهرست دانشگاه‌های نامیبیا
- فهرست دانشگاه‌های نیجریه

## آمریکای جنوبی
- فهرست دانشگاه‌های آرژانتین
- فهرست دانشگاه‌های اروگوئه
- فهرست دانشگاه‌های اکوادور
- فهرست دانشگاه‌های برزیل
- فهرست دانشگاه‌های بولیوی
- فهرست دانشگاه‌های پاراگوئه
- فهرست دانشگاه‌های پرو
- فهرست دانشگاه‌های شیلی
- فهرست دانشگاه‌های کلمبیا
- فهرست دانشگاه‌های ونزوئلا

## آمریکای شمالی
- فهرست دانشگاه‌های آمریکا
- فهرست دانشگاه‌های کانادا
- فهرست دانشگاه‌های مکزیک

## آمریکای مرکزی
- فهرست دانشگاه‌های السالوادور
- فهرست دانشگاه‌های بلیز
- فهرست دانشگاه‌های پاناما
- فهرست دانشگاه‌های کستاریکا
- فهرست دانشگاه‌های گوآتمالا
- فهرست دانشگاه‌های نیکاراگوآ
- فهرست دانشگاه‌های هندوراس

## اروپا
- فهرست دانشگاه‌های آلبانی
- فهرست دانشگاه‌های آلمان
- فهرست دانشگاه‌های اتریش
- فهرست دانشگاه‌های اسپانیا
- فهرست دانشگاه‌های استونی
- فهرست دانشگاه‌های اسلواکی
- فهرست دانشگاه‌های اسلونی
- فهرست دانشگاه‌های ایتالیا
- فهرست دانشگاه‌های ایرلند
- فهرست دانشگاه‌های ایسلند
- فهرست دانشگاه‌های بریتانیا
- فهرست دانشگاه‌های بلژیک
- فهرست دانشگاه‌های بوسنی و هرزگوین
- فهرست دانشگاه‌های بلا روس
- فهرست دانشگاه‌های بلغارستان
- فهرست دانشگاه‌های پرتقال
- فهرست دانشگاه‌های ترکیه
- فهرست دانشگاه‌های چک
- فهرست دانشگاه‌های دانمارک
- فهرست دانشگاه‌های گرجستان
- فهرست دانشگاه‌های رومانی
- فهرست دانشگاه‌های سوئد
- فهرست دانشگاه‌های سوییس
- فهرست دانشگاه‌های صربستان
- فهرست دانشگاه‌های فرانسه
- فهرست دانشگاه‌های فلاند
- فهرست دانشگاه‌های کرواسی
- فهرست دانشگاه‌های لتونی
- فهرست دانشگاه‌های لیتوانی
- فهرست دانشگاه‌های لوکزامبورگ
- فهرست دانشگاه‌های لهستان
- فهرست دانشگاه‌های لیشتنشتاین
- فهرست دانشگاه‌های مالتا
- فهرست دانشگاه‌های مجارستان
- فهرست دانشگاه‌های مقدونیه
- فهرست دانشگاه‌های مولداوی
- فهرست دانشگاه‌های موناکو
- فهرست دانشگاه‌های مونته نگرو
- فهرست دانشگاه‌های نروژ
- فهرست دانشگاه‌های هلند
- فهرست دانشگاه‌های یونان

## اقیانوسیه

### استرالیا
- فهرست دانشگاه‌های استرالیا

### استرالزی
- فهرست دانشگاه‌های زلاند نو
- فهرست دانشگاه‌های جزیره کریسمس
- فهرست دانشگاه‌های جزایر نارگیل
- فهرست دانشگاه‌های جزیره نورفولک

### پلی‌نزی
- فهرست دانشگاه‌های توکلائو
- فهرست دانشگاه‌های تونگا
- فهرست دانشگاه‌های تووالو
- فهرست دانشگاه‌های پلینزی فرانسه
- فهرست دانشگاه‌های جزایر کوک
- فهرست دانشگاه‌های جزایر پیت کرن
- فهرست دانشگاه‌های ساموآ
- فهرست دانشگاه‌های ساموآی آمریکا
- فهرست دانشگاه‌های نیوئه
- فهرست دانشگاه‌های والیس و فوتونا

### ملانزی
- فهرست دانشگاه‌های اندونزی
- فهرست دانشگاه‌های تیمور شرقی
- فهرست دانشگاه‌های پاپوآ گینه نو
- فهرست دانشگاه‌های جزایر سلیمان
- فهرست دانشگاه‌های فیجی
- فهرست دانشگاه‌های کالدونیای جدید
- فهرست دانشگاه‌های وانواتو

### میکرونزی
- فهرست دانشگاه‌های پالائو
- فهرست دانشگاه‌های جزایر مارشال
- فهرست دانشگاه‌های کیریباتی
- فهرست دانشگاه‌های گوام
- فهرست دانشگاه‌های مجمع الجزایر ماریانای شمالی
- فهرست دانشگاه‌های میکرونزی
- فهرست دانشگاه‌های نائورو